# Alejandro «Topo» Rodríguez
Alejandro «Topo» Rodríguez o «Topo» Rodríguez (Tandil, Provincia de Buenos Aires, Argentina, 27 de diciembre de 1965) es un político, politólogo, exdiputado nacional y profesor universitario argentino, diplomado con distinción máxima como Magíster en Gestión y Políticas Públicas en el Departamento de Ingeniería Industrial de la Universidad de Chile.
Como Diputado Nacional por la Provincia de Buenos Aires a partir del 10 de diciembre de 2019, con mandato hasta 2023, fue elegido por la coalición Consenso Federal de Roberto Lavagna. En su desempeño público, ha sido Jefe de Gabinete de la Municipalidad de La Matanza, ministro de Asuntos Agrarios de la Provincia de Buenos Aires, Subsecretario de Coordinación Gubernamental en la Jefatura de Gabinete de Ministros de la Provincia de Buenos Aires y Subsecretario de Gobierno en el Ministerio de Gobierno de la Provincia de Buenos Aires. También fue Asesor del Directorio del Banco de la Provincia de Buenos Aires.

## Biografía
Alejandro «Topo» Rodríguez nació en Tandil, provincia de Buenos Aires, Argentina, el 27 de diciembre de 1965. Vivió en Tandil hasta los 19 años y en marzo de 1990 obtuvo el título de Licenciado en Ciencia Política por la Universidad del Salvador, de inspiración jesuita, en la ciudad de Buenos Aires. A fines de 1997, alcanzó el título de Magíster en Gestión y Políticas Públicas, con Distinción Máxima, en el Departamento de Ingeniería Industrial de la Universidad de Chile (Facultad de Ciencias Físicas y Matemáticas), luego de haber residido en Chile entre 1996 y 1997.
Rodríguez es también profesor universitario desde joven. Actualmente dicta Políticas Públicas en la Universidad de Buenos Aires (UBA) y en la Universidad Nacional de La Plata (UNLP). Ha dictado cátedra en la Universidad Nacional de Rosario y la Universidad del Salvador, entre otras instituciones de educación superior.

## Política y Gestión Pública

#### Ministro de Asuntos Agrarios de la provincia de Buenos Aires (2013-2015)
Durante su gestión como ministro de Asuntos Agrarios, desarrolló un programa de reforestación que acordó con la Mesa Agropecuaria Provincial; renovó el convenio de cogestión entre el Instituto Nacional de Tecnología Agropecuaria (INTA) y la Chacra Experimental Integrada Barrow, Partido de Tres Arroyos, por 30 años; reactivó el trabajo de las mesas productivas para "encontrar soluciones a las necesidades de cada sector"; también desarrolló el Plan Ganadero y los programas de Producción Porcina y de Fortalecimiento de Escuelas Agrarias.
Implantó un programa sanitario para los pequeños y medianos productores bovinos, que aumente el índice de preñez (al 80%) y de destete, e incremente la eficiencia de la ganadería de la provincia. Por otra parte, considerado un logro que desde 1961 perseguían productores y veterinarios, y en cuya ausencia el 12% de los bovinos moría súbitamente, como ministro de Asuntos Agrarios firmó la resolución que insta a la obligatoriedad de la vacuna contra el carbunclo bacteridiano (o ántrax) en los rodeos bovinos de la provincia de Buenos Aires, lo que previene el riesgo de transmisión a humanos.
Ante lo que consideró falta de diálogo con pequeños productores de leche de la provincia de Buenos Aires como parte de la política agropecuaria nacional, fue criticado como provocador por funcionarios kirchneristas. Asimismo, criticó la política triguera nacional que premiaba a grandes exportadores en detrimento de productores de cereal en la provincia de Buenos Aires, quienes pierden cerca de 330 millones de dólares y significó un perjuicio para los pueblos del interior.

#### Jefe de Gabinete de la Municipalidad de La Matanza (2015-2019)
En diciembre de 2015 fue designado como Jefe de Gabinete de la Municipalidad de La Matanza por decisión de la Intendenta Verónica Magario.

#### Diputado Nacional (2019 - 2023)
En su gestión legislativa, se desempeñó como diputado Nacional por la provincia de Buenos Aires desde el 10 de diciembre de 2019, con mandato hasta 2023, elegido por la coalición Consenso Federal, de Roberto Lavagna. En agosto de 2021, siendo presidente del bloque Consenso Federal, el “Topo” Rodríguez fue elegido también como presidente del Interbloque Federal, un espacio heterogéneo, integrado por el bloque Córdoba Federal compuesto por cuatro (4) legisladores, por el bloque Consenso Federal (3 legisladores), por el bloque Socialista (1), por el bloque Progresista Cívico y Social (1) y por el bloque Justicialista (1), que conformaban un total de 10 diputados nacionales.

#### Actualidad
Actualmente es Director del Instituto Consenso Federal, una organización de la sociedad civil orientada a la capacitación y el análisis de políticas públicas. 
Desde el Instituto, el ex diputado nacional viene realizando un seguimiento permanente de las políticas públicas del Gobierno de Javier Milei, convirtiéndose en una de las voces más críticas contra la gestión libertaria en Argentina. 
También ha realizado actividades con representantes de sectores políticos que se oponen al gobierno de Milei, como la diputada peronista cordobesa Natalia de la Sota y la socialista rosarina Mónica Fein.
En un hecho que tuvo fuerte repercusión pública, Topo Rodríguez fue amenazado y mencionado explícitamente desde una cuenta en redes sociales que se le atribuye al poderoso Asesor Presidencial Santiago Caputo, ante lo cual presentó en la Justicia una denuncia por amenazas e intimidación.
En enero de 2025, Rodríguez -en su calidad de ciudadano particular- presentó un pedido de juicio político contra el Ministro de Justicia de la Nación, Mariano Cúneo Libarona, por la decisión del funcionario de eliminar el femicidio del Código Penal.

Rodríguez lidera la Corriente Federal Peronista en la provincia de Buenos Aires, con propuestas de futuro.